# Ann Radcliffe
Pour les articles homonymes, voir Radcliffe.
Œuvres principales
- La Forêt ou l'Abbaye de Saint-Clair (1791)
- Les Mystères d'Udolphe (1794)
- L'Italien ou le Confessionnal des pénitents noirs (1797)

Ann Radcliffe /æn ˈrædklɪf/, née Ward /wɔːd/ le 9 juillet 1764 à Holborn, à Londres où elle est décédée le 7 février 1823, est une romancière britannique, pionnière du roman gothique.

## Biographie
Elle est née en 1764 à Londres au sein d'une famille modeste. Ses parents, William Ward et Ann Oates, tenaient une mercerie-chemiserie ; son grand-père maternel était plombier. On ignore tout de ses études, sinon qu'elle a été élevée dans la religion anglicane, ce qui expliquera « l'anti-papisme » imprégnant ses romans.
Fille unique de  William et Ann Oates, Ann épouse le 15 janvier 1787 William Radcliffe, diplômé de l'Université d'Oxford et étudiant en droit, dont elle prend le nom. Il quitte sa profession pour se consacrer à la littérature, et devient ensuite propriétaire et éditeur du journal The English Chronicle. Le couple n'a pas d’enfants. Pour s'occuper, Ann Radcliffe commence à écrire des fictions, passe-temps qu'encourage son mari.
Elle publie Les Châteaux d’Athlin et de Dunbayne (The Castles of Athlin and Dunbayne) en 1789. Ce livre donne le ton pour l'essentiel de son œuvre, qui met en scène des jeunes femmes innocentes et héroïques confrontées à de mystérieux barons aux sombres passés dans de sinistres châteaux.
Ces livres sont très populaires dans l’aristocratie et la bourgeoisie montante, notamment parmi les jeunes femmes. On peut noter Julia ou les Souterrains du château de Mazzini (A Sicilian Romance) en 1790, La Forêt ou l'Abbaye de Saint-Clair (The Romance of the Forest) en 1791, Les Mystères d'Udolphe (The Mysteries of Udolpho) en 1794, et L'Italien ou le Confessionnal des pénitents noirs (The Italian, or the Confessional of the Black Penitents) en 1797.
Elle meurt en 1823, d'une maladie respiratoire, probablement une pneumonie.
Ses réflexions sur son propre travail et sur l’époque paraissent en 1826 sous le titre étonnant de Du surnaturel dans la poésie, « par la défunte Mme Ann Radcliffe ». L'ouvrage, sérieux et intelligent, apporte un éclairage intéressant sur cette veine gothique que Mrs Radcliffe a contribué à illustrer.
Elle apparait également dans la nouvelle Le Portrait Ovale d'Edgar Allan Poe

## Postérité
Le succès de La Forêt a fait d’Ann Radcliffe le fer de lance du roman gothique. Ses romans suivants sont reçus avec beaucoup d’attention et ont de nombreux imitateurs, notamment (sous forme parodique) Jane Austen avec L'Abbaye de Northanger. Ils influencent également l’œuvre d’auteurs comme Sir Walter Scott, Mary Wollstonecraft ou encore Dostoïevski.
Sur le continent aussi, elle a la réputation d’être à l’origine du roman gothique. Balzac s'inspire de son style au point d'en faire une presque parodie dans L'Héritière de Birague (1822) qu'il publie sous pseudonyme. Paul Féval mentionne son nom dans une de ses nouvelles et fait d'elle un des personnages principaux de La Ville-Vampire : 

« Anne Radcliffe, la sombre mère de tant de mystères et de tant de terreurs, était alors dans tout l’éclat de cette vogue qui donna le frisson à l’Europe. »

— Paul Féval, La Vampire
C'est d'ailleurs sous le titre "Ann Radcliffe contre les vampires" que les éditions Les Moutons électriques republient le roman de Paul Féval en 2018.
Ivan Tourgueniev y fait également référence dans son célèbre roman Pères et Fils :

« Le paysan russe est précisément ce mystérieux inconnu dont il est tant parlé dans les romans d’Anne Ratcliffe. Qui le connaît ? il ne se connaît pas lui-même. »

— Ivan Tourgueniev, Pères et Fils

## Œuvres
- Les Châteaux d'Athlin et de Dunbayne[7] (The Castles of Athlin and Dunbayne, 1789), traduit par François Soulès, Paris, Testu, 1797 ;
- Julia ou les Souterrains du château de Mazzini[8] (A Sicilian Romance, 1790), traduit par Mme Moylin-Fleury, Paris, A. Cl. Forget, 1797 ;
- La Forêt ou l'Abbaye de Saint-Clair[9] (The Romance of the Forest, 1791) traduit par François Soulès, Paris, Lecointe et Pougin, 1800 ; édition poche Les Mystères de la forêt, revu par Pierre Arnaud, Gallimard, coll. « Folio classique » no 5328, 2011
- Les Mystères d'Udolphe[10] (The Mysteries of Udolpho, 1794) traduit par Victorine de Chastenay, Paris, 1797 ; Il a également été édité sous les noms de Les mystères du château d'Udolphe ou Les mystères d'Udolpho. Une nouvelle édition a été publiée en 1984 par les éditions José Corti
- Voyage en Hollande[11] (A Journey made in the summer of 1794, 1795), traduit par Cantwell, 1799. Titre complet : « Voyage en Hollande, fait dans l’été de 1794, sur la frontière occidentale de l’Allemagne et les bords du Rhin ; auquel on a joint des observations pendant une excursion aux lacs des comtés de Lancaster, de Westmoreland et de Cumberland ».
- L'Italien ou le Confessionnal des pénitents noirs[12] (The Italian, or the Confessional of the Black Penitents, 1797) traduit par A. Torelet, Paris, 1797
- Gaston de Blondeville ou la Cour de Henri III[11] (Gaston de Blondeville, or the Court of Henry III, écrit en 1802, publié en 1826 après la mort de l'autrice), traduit par Defauconpret, Paris, 1826.

## Sources
- (fr) Encyclopedia Britannica de 1911